# 秦玉
秦玉（1292年—1344年），字德卿，祖籍盐城（今江苏省盐城市），其家族宋朝时因避战乱而移居崇明，元朝学者。
秦玉在元朝泰定年间迁居昆山。他熟读通晓五经，尤精邃于诗经，专心授徒讲学二十余年，不求功名，门人私谥为孝友先生。著作有《学庸标说》《诗经纂例》《宋三朝摘要》《斋居漫稿》《欧阳詹传》一卷《秦德卿集》等。